# Marigny-les-Usages
Marigny-les-Usages é uma comuna francesa na região administrativa do Centro, no departamento Loiret. Estende-se por uma área de 9,69 km². Em 2010 a comuna tinha 1 663 habitantes (densidade: 171,6 hab./km²).